# Радвилишкис
Радвилишкис (литв. Radviliškis, рус. Радвилишкис, пољ. Radziwiliszki) је град у Литванији. Он се налази на северном делу земље. Радвилишкис чини самосталну општину у оквиру округа Шјауљај.
Град се налази између два велика литванска града, Паневежиса и Шјауљаја.
Према последњем попису из 2001. године у Радвилишкису је живело 20.339 становника.